# Pigs in blankets

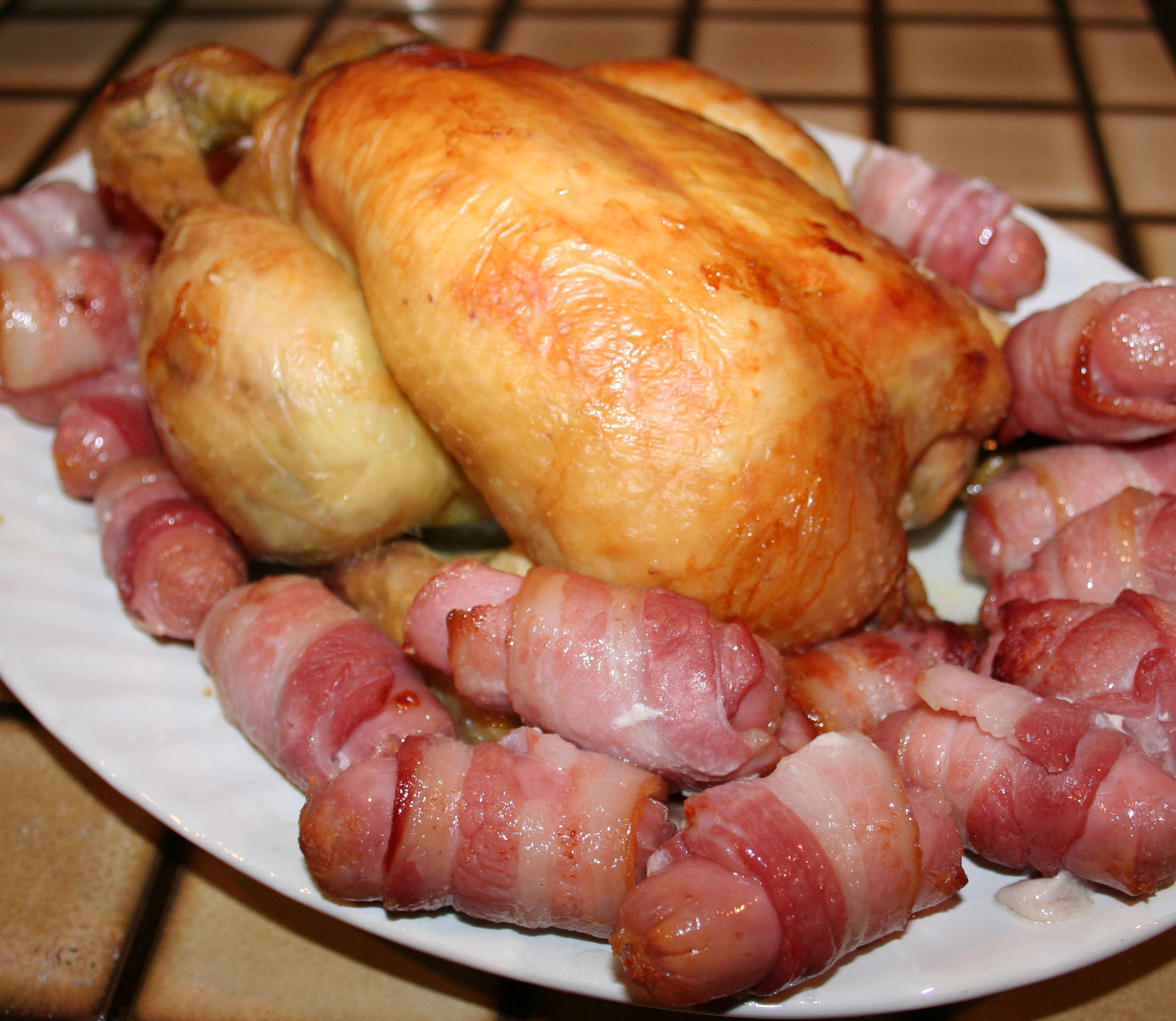
Pigs in blankets que rodean un pavo asado.

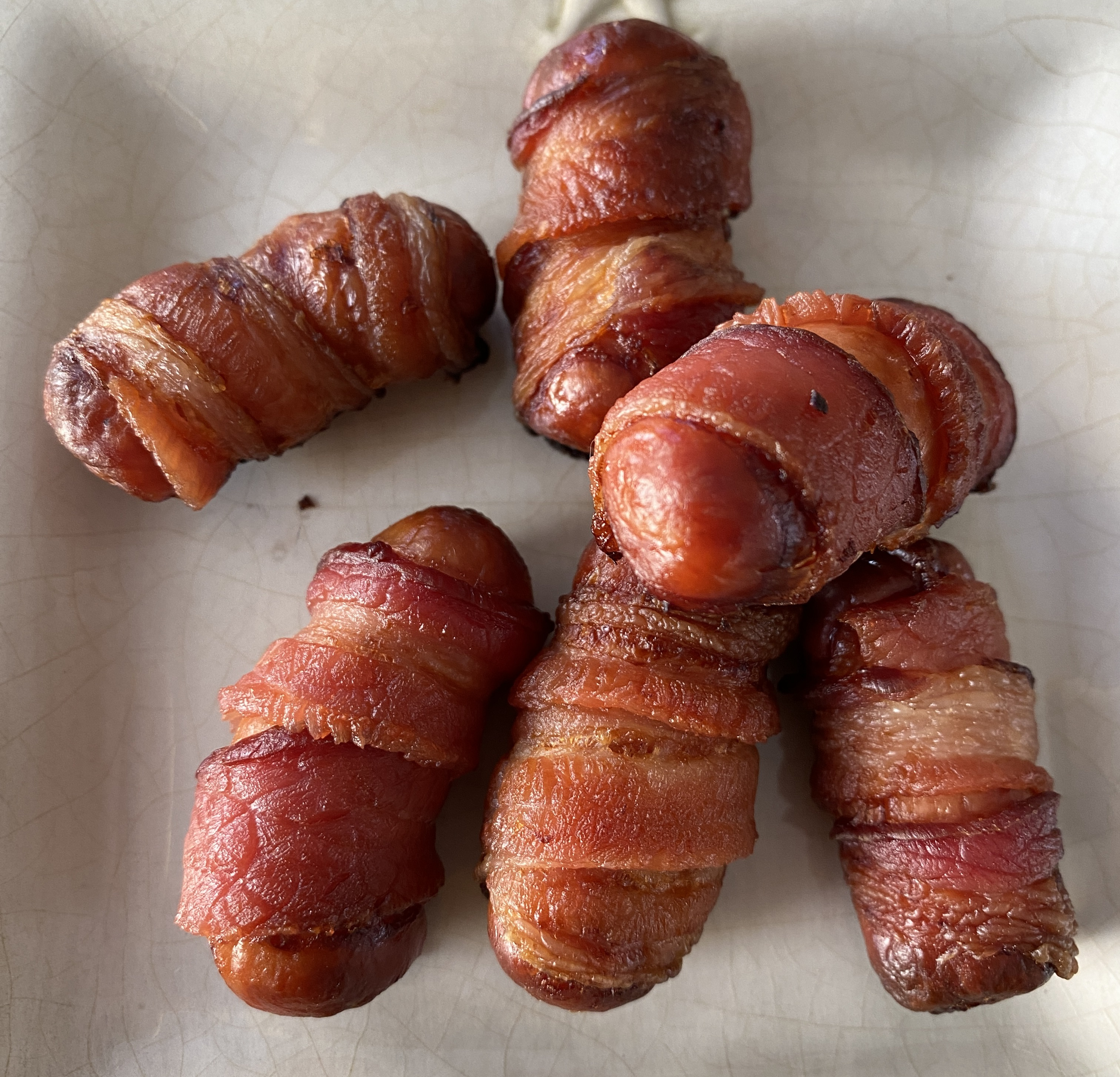
Pigs in blankets.

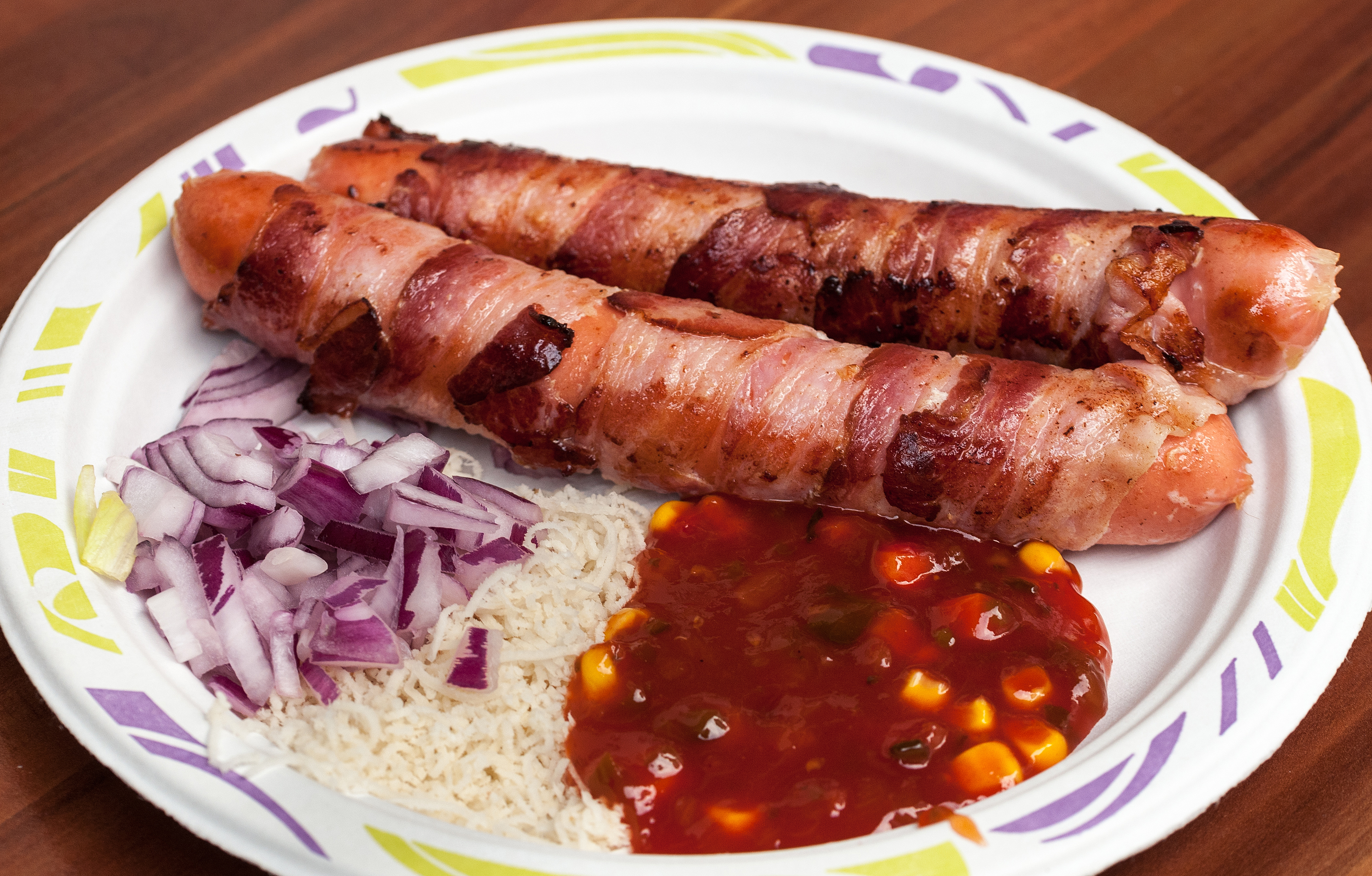
Berner Würstel.

Los pigs in blankets («cerdos en mantas» en español) son un plato servido en el Reino Unido e Irlanda que consiste en pequeñas salchichas (generalmente chipolatas) envueltas en tocino. Son un acompañamiento popular y tradicional para el pavo asado en una cena de Navidad y se sirven como guarnición.

## Descripción e historia
Los pigs in blankets es un plato servido en el Reino Unido e Irlanda que consiste en pequeñas salchichas (generalmente chipolatas) envueltas en tocino.
Las primeras recetas aparecieron en 1957, y el plato fue popularizado en la década de 1990 por Delia Smith, quien incluyó una receta en un libro de cocina. Las primeras versiones producidas comercialmente aparecieron casi al mismo tiempo.
En general, es un artículo de temporada, rara vez se ofrece comercialmente fuera de la temporada navideña, y ha generado productos derivados de la industria alimentaria, como mayonesa, maní, papas fritas, líquido para vapear y chocolates con sabor a pigs in blankets, así como artículos de consumo asociados con la Navidad, como pijamas hechos con un estampado de pigs in blankets. Tesco en 2019 informó que la mayoría de los compradores que encuestaron planeaban servir el plato en la cena de Navidad y que más planeaban servir pigs in blankets que cualquier otra guarnición, incluido el Yorkshire pudding, otro plato tradicional de Navidad.

## Ingredientes, preparación y servicio
Tradicionalmente, la salchicha que se usa es una chipolata a base de cerdo del tamaño de un cóctel y el envoltorio es un tocino rayado, pero las variaciones incluyen las que usan chorizo o salchicha de pollo, las que usan salchichas con ingredientes adicionales como manzanas o castañas, las que usan chipolatas de tamaño completo o las que usan tocino ahumado o saborizado. Las variedades disponibles comercialmente pueden tener alrededor de 325 calorías y 22 g de grasa por 100 porción de g.
Las salchichas envueltas pueden ser fritas, horneadas o una combinación.
Son un acompañamiento popular y tradicional para el pavo asado en una cena de Navidad y se sirven como guarnición. También se pueden servir el Boxing Day.

## Importancia
Según Good Housekeeping y Yahoo! News, se consideran un elemento básico de la temporada navideña. Un carnicero en línea promueve el Día Nacional de los Cerdos en Cobijas cada diciembre desde 2013.

## Platos similares
En Dinamarca, hay una salchicha envuelta en tocino que se sirve en un panecillo conocida como Pølse i svøb (dk), que significa «salchicha en manta», que generalmente se vende en puestos de perritos calientes conocidos como pølsevogne (carritos de salchichas).
En Austria y Alemania, una salchicha rellena de queso y envuelta en tocino se conoce como Berner Würstel (de) o salchichas de Berna.
En Luxemburgo, Blanne Jang (de) es una salchicha escaldada rellena de queso y envuelta en tocino.

## Platos con nombres similares
El plato estadounidense pigs in a blanket a veces se confunde con este plato, pero su única similitud es el nombre y el hecho de que el ingrediente base es una salchicha envuelta.
En algunas partes de los Estados Unidos fuertemente influenciadas por la inmigración polaca, pigs in a blanket puede referirse a rollos de col rellenos, como el gołąbki polaco.